# Ксаверівська сільська рада (Городищенський район)
Ксаве́рівська сільська́ ра́да — адміністративно-територіальна одиниця та орган місцевого самоврядування в Городищенському районі Черкаської області. Адміністративний центр — село Ксаверове.

## Загальні відомості
- Населення ради: 537 осіб (станом на 2001 рік)

## Населені пункти
Сільській раді були підпорядковані населені пункти:
- с. Ксаверове

## Природно-заповідний фонд
На землях сільради розташовано заповідне урочище місцевого значення «Довжик».

## Склад ради
Рада складалася з 12 депутатів та голови.
- Голова ради: Реденко Борис Іванович
- Секретар ради: Мікус Оксана Іванівна

### Керівний склад попередніх скликань
| Прізвище, ім'я, по батькові | Основні відомості                                                                     | Дата обрання | Дата звільнення |
| --------------------------- | ------------------------------------------------------------------------------------- | ------------ | --------------- |
| Руденко Борис Іванович      | Сільський голова, 1956 року народження, член Народної партії                          | 26.03.2006   | 31.10.2010      |
| Реденко Борис Іванович      | Сільський голова, 1956 року народження, освіта незакінчена вища, член Партії регіонів | 31.10.2010   |                 |

Примітка: таблиця складена за даними сайту Верховної Ради України

### Депутати
За результатами місцевих виборів 2010 року депутатами ради стали:

#### За суб'єктами висування
| Суб'єкт висування                | Кількість обраних депутатів | %    |
| -------------------------------- | --------------------------- | ---- |
| Партія регіонів                  | 11                          | 91,7 |
| Політична партія «Нова політика» | 1                           | 8,3  |

#### За округами
| № округу                         | Прізвище, ім'я, по батькові       | Дата визнання обраним | Освіта  | Партійна приналежність | Відомості про обраного депутата                        |
| -------------------------------- | --------------------------------- | --------------------- | ------- | ---------------------- | ------------------------------------------------------ |
| Партія регіонів                  |                                   |                       |         |                        |                                                        |
| 1                                | Смотритель Світлана Олександрівна | 05.11.2010            | середня | позапартійна           | Ксаверівський відділ зв'язку, листоноша                |
| 2                                | Майстренко Ольга Михайлівна       | 05.11.2010            | середня | позапартійна           | пенсіонер                                              |
| 3                                | Сідорова Інна Валентинівна        | 05.11.2010            | середня | позапартійна           | тимчасово не працює                                    |
| 4                                | Малюта Галина Петрівна            | 05.11.2010            | середня | позапартійна           | Ксаверівський фельдшерсько-акушерський пункт, фельдшер |
| 5                                | Передерій Олександр Васильович    | 05.11.2010            | середня | позапартійний          | ПКТО станція «Цвіткове», старший оглядач вагонів       |
| 7                                | Недвига Сніжана Василівна         | 05.11.2010            | вища    | позапартійна           | Ксаверівська сільська рада, бухгалтер                  |
| 8                                | Хорошко Світлана Олександрівна    | 05.11.2010            | середня | позапартійна           | тимчасово не працює                                    |
| 9                                | Мікус Оксана Іванівна             | 05.11.2010            | середня | позапартійна           | Ксаверівська сільська рада, секретар                   |
| 10                               | Головань Наталія Василівна        | 05.11.2010            | середня | позапартійна           | Городищенська міська рада, квітникар                   |
| 11                               | Кирпата Ольга Сергіївна           | 05.11.2010            | вища    | позапартійна           | тимчасово не працює                                    |
| 12                               | Рябовол Олена Григорівна          | 05.11.2010            | вища    | позапартійна           | Ксаверівський НВК, вчитель                             |
| Політична партія «Нова політика» |                                   |                       |         |                        |                                                        |
| 6                                | Дудник Зоя Дмитрівна              | 05.11.2010            | вища    | позапартійна           | Ксаверівський НВК, вчитель                             |